# 170008 Michaelstrauss
170008 Michaelstrauss è un asteroide della fascia principale. Scoperto nel 2002, presenta un'orbita caratterizzata da un semiasse maggiore pari a 2,8163286 UA e da un'eccentricità di 0,0238675, inclinata di 6,50201° rispetto all'eclittica.